# 1-ша танкова бригада (Болгарія)
1-ша танкова бригада — тактичне військове з'єднання, що існувало у складі Збройних сил Болгарського царства в період 1934—1945 років.

## Історія створення
1934 року Болгарське військове міністерство ухвалило рішення придбати в Італії 14 танкеток Fiat-Ansaldo L3 / 33, артилерійські трактори Pavesi, зенітні гармати та інше армійське майно загальною вартістю в 174 млн. левів на умовах кредиту строком на 6—8 років. 1 березня 1935 року перший транспорт із технікою прийшов у порт Варна. Саме цей день вважається датою народження болгарських танкових військ. Тоді ж з Італії надійшло 14 важких вантажівок-транспортерів танкеток «Рада». Всі танкетки були направлені в 2-й автомобільний батальйон в Софії. З них була сформована 1-ша танкова рота. Вона стала підрозділом 1-го інженерного полку. Офіцери роти були зі складу полку, тобто інженерами. Командиром 1-ї танкової роти був призначений майор Борис Славов. У штаті роти налічувалося 4 офіцери та 86 рядових.
1936 року була сформована 2-га танкова рота, очолив яку майор Славов зі штатом у 167 осіб. Причому танків вона не мала.
4 вересня 1936 року Болгарське військове міністерство підписало з британською компанією British Vickers-Armstrong угоду про постачання в країну 8 легких танків Vickers 6-ton Mark E в однобаштовій версії, з 47-мм гарматою Vickers і одним кулеметом. Танки обійшлися в 25 598 тис. левів.

## Створення танкового батальйону
1 січня 1939 року створені до того дві роти були об'єднані в 1-й танковий батальйон. Його командиром став майор Тодор Попов.
1-у роту (Ansaldo) очолив лейтенант Іван Гюмбабов, 2-гу роту (Vickers) — лейтенант Тодор Іванов. Батальйон мав штаб, дві танкові роти, відділення ремонту техніки, всього — 173 військовослужбовці. Формально батальйон був приписаний до школи офіцерів запасу, однак, в реальності перша рота базувалася на південному кордоні — у Коларово і Карманлійсько, а друга рота — в районі Полскі Трмбеш, разом з 5-ю піхотною дивізією «Дунав».

## Німецька техніка на озброєнні
У лютому 1940 року Болгарська армія отримала за низькою ціною з Німеччини 26 чехословацьких танків Skoda LT-35, ще 10 очікувалися протягом літа. Вони склали матчастину 3-ї танкової роти, командиром якої, був призначений капітан Олександр Босілков. 23 квітня 1941 року за угодою з Німеччиною болгари придбали 40 танків Renault R-35. Ціна становить 2,35 млн німецьких марок. Трофейні французькі машини знаходилися в жалюгідному технічному стані і могли використовуватися тільки як навчальні. Тим не менш, з них було сформовано чотири роти, що склали танковий батальйон.

## Створення танкової бригади
25 червня 1941 року у Софії сформований 1-й танковий батальйон. Він став основою танкової бригади. До неї увійшли штабні, розвідувальні, броньові, мотопіхотні, моторизовані артилерійські, спеціальні моторизовані, медичні підрозділи і підрозділи обслуговування. Полк був розквартирований в бараках 1-го кавалерійського полку і підпорядковувався армійському штабу. Першим командиром танкового полку став майор Тодор Іванов Попов. 1 жовтня 1943 Болгарське військове міністерство ухвалило рішення про офіційне перейменування 1-го танкового полку в 1-шу танкову бригаду. Танки Renault були виведені з її складу — надалі їх планувалося використовувати проти партизан. Всі машини знаходилися в місті Слівен, 10 танків потім були передані 29-ій піхотній дивізії зі штабом в місті Вране в Сербії, в болгарській окупаційній зоні. Бронетехніку планувалося використовувати проти партизан Йосипа Броз Тіто.
10 червня 1943 року у складі бригади була сформована батарея штурмових гармат.

## Навчання німецькими інструкторами
1942 року з 29 по 31 травня бригада брала участь у навчаннях поблизу Софії, які показали поліпшення елементів взаємодії танкістів і піхотинців. Дії бригадної розвідки, ряду інших підрозділів, були оцінені як «погані». Болгарське командування ухвалило рішення: викликати німецького фахівця. 11 липня такий фахівець прибув до Софії. Це був підполковник фон Бюлов. Його головним завданням стала координація дій танкістів, артилеристів і піхотинців на полі бою. Якщо на навчаннях в Димитрові, поблизу міста Перник, в кінці серпня, старі проблеми бригади знову дали про себе знати, то на маневрах в районі Стара Загора, з 14 по 20 жовтня 1942 року, «Броневичі» показали себе за оцінками офіцерів генштабу, «добре».

## Плани німців
5 січня 1943 року згідно з планом, схваленим Військовим міністерством Болгарії та Верховним командуванням Вермахту, передбачалося озброїти німецькою зброєю 10 піхотних дивізій, кавалерійську дивізію та дві танкові бригади. Майже відразу болгари і німці розійшлися в понятті «танкова бригада». Німці наполягали, щоб бригада мала один танковий полк з одним танковим батальйонам. Болгари вважали, що полк повинен мати два батальйони.

## Перші бойові втрати бригади
У січні 1944 року незважаючи на неучасть сухопутних військ Болгарії у Другій світовій війні, бронетанкові частини країни зазнали перших бойових втрат. 10 січня 15-й повітряний флот ВПС США завдав удару по Софії, що приніс руйнування міської інфраструктури і сотні загиблих — військових та цивільних. Болгарське командування вирішило «розосередити» підрозділи танкової бригади, побоюючись втрат. Артилерійський полк перевели в Вакарел, танковий полк в Новіхан (25 км від Софії), протитанкові підрозділи, розвідників та інженерний батальйон переведено у Самоков, у 25 км від Софії.

## Завершальний період війни
У лютому 1944 року з Німеччини прийшло поповнення. Проте, замість обіцяних 25 Pz. Kpfw. I, німці поставили 19 легких Hotchkiss H-39 і 6 середніх Somua S-35. Болгари ухвалили рішення передати їх у поліцію і прикордонним військам, залучивши техніку проти партизан. 12 серпня 1944 року бригада була визнана готовою до участі в бойових діях. Навчання танкістів за німецькими канонами було завершено.
10 травня 1945 року було отримано наказ привести бригаду в повну бойову готовність протягом 5 днів. 1 червня було направлено рапорт командуванню Вермахту (OKW) про ситуацію в болгарській танковій бригаді. Готовність танкового полку він оцінював в 70—75%. Полкові не вистачало технічно грамотних фахівців — інженерів і ремонтників. Готовими на 85% були танки Pz. Kpfw. IV, решту, згідно з документом, можна було полагодити за два тижні.